# ティー・コージー

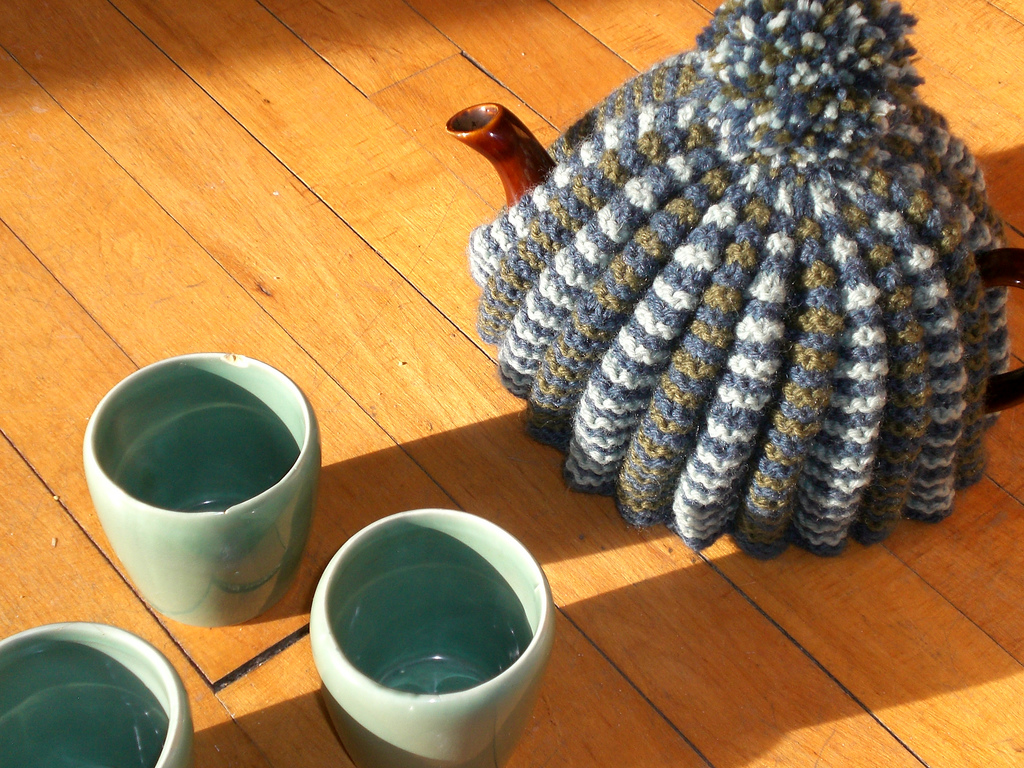
ティー・コージー

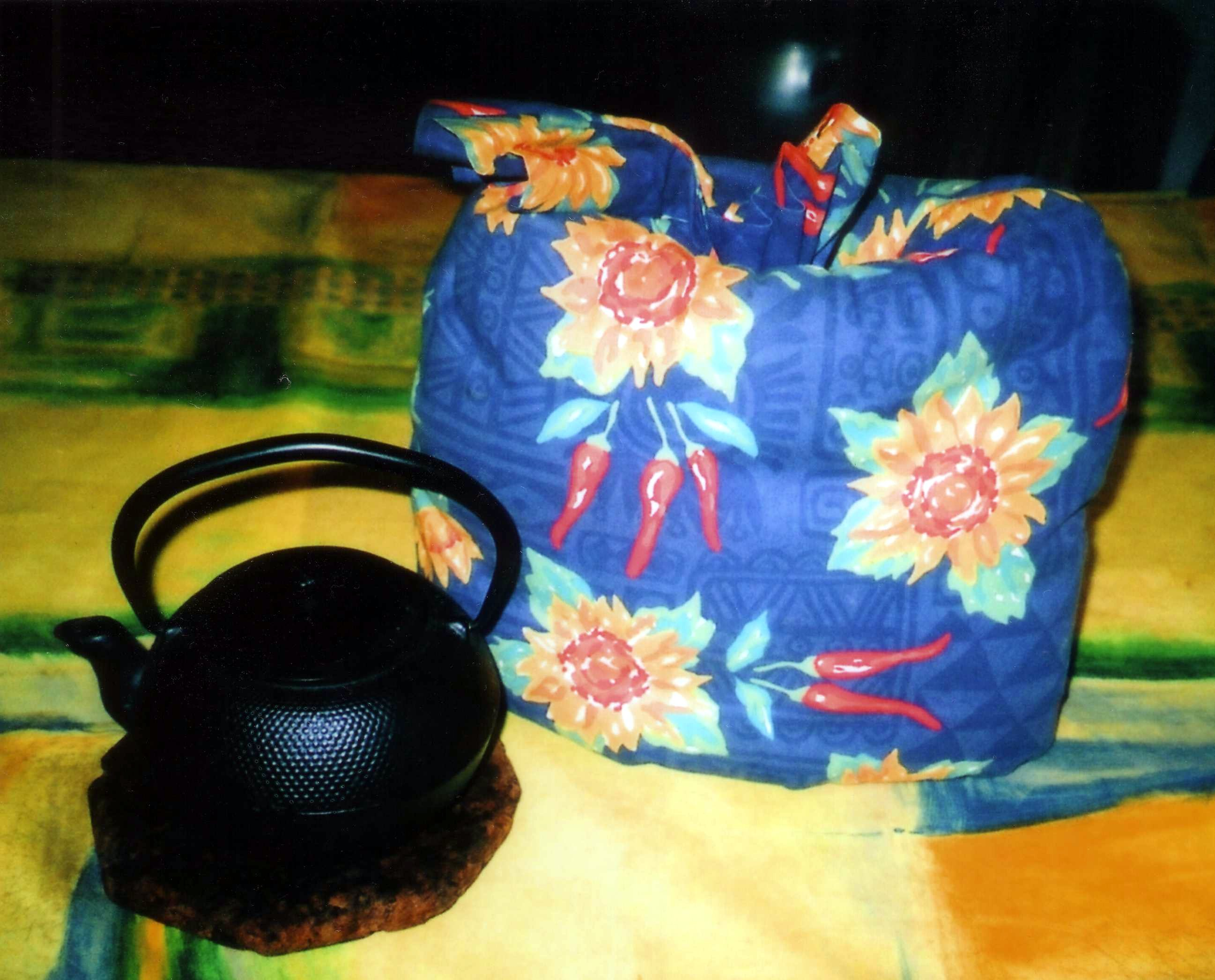
ティー・ポットに被せる

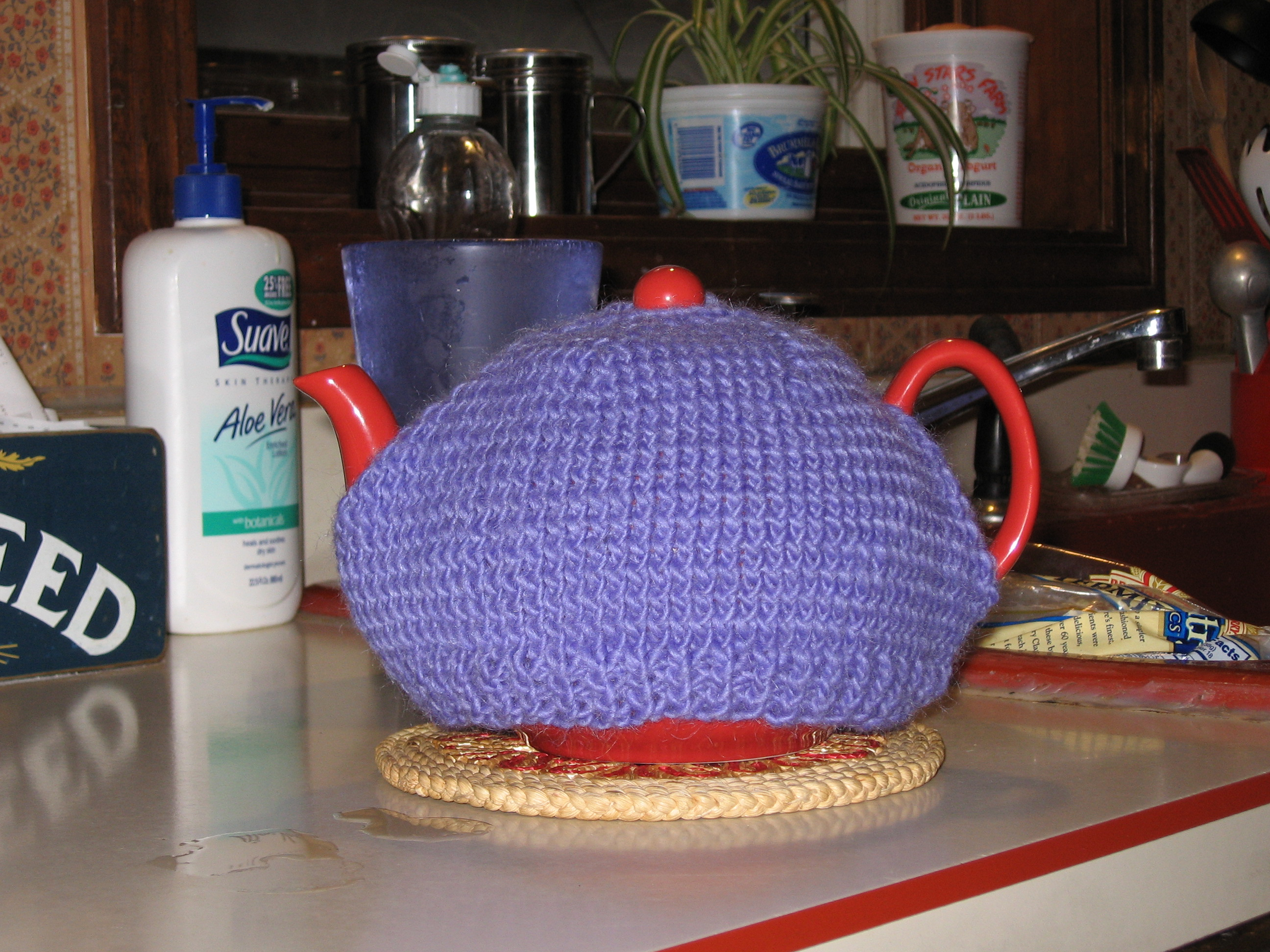

ティー・コージー（tea cosy, アメリカ英語: tea cozy）は、ティー・ポットに覆い被せる布製のカバー。ティーコゼーとも言う。日本語では、（ティー）ポットカバーとも呼ばれる。

## 概要
本来は茶を冷まさないようにするためのものだが、装飾を施すことで見た目にも賑やかしの機能を有した製品である。

## 特徴
形はティー・ポットの形によって、幅広い半月形のもの、高い塔形のものなどさまざまである。特に決まった形は定められておらず、十分にティー・ポットを覆い、外の冷気を防ぐ形であることが求められる。また、いずれも中に綿を厚く入れたり、アルミなどの断熱材を入れることにより外の冷気を防ぐ効果を高めている。

## 仕立て方法
仕立て形はティー・ポットがすっぽりかぶるくらいに2枚を合せ、あるいは2枚の間にまちを入れて縫い合わせ、裏布を付け、綿を入れる。縫い合わせのところには、装飾レースを施し、あるいは打紐を付けて装飾し、頂点にはその紐で環を出して持ち手とする。表には装飾として刺繍を施すことが多く、あるいはクロスステッチ、カットワークなどを、濃い色で温かみのあるように施す。レースをあしらう場合は、別に作り、うえから被せることもある。ティー・ポットの口が出るようにそこのところだけ少し開けて仕立てる。

## 利用場面
喫茶店、カフェなど外食分野で利用される場合、個人宅で利用される場合がある。特に紅茶を出す際のティー・ポットに用いられる場面が多い。また、保温効果よりも見た目の効果を狙って利用される場面もある。